# Flint Generals
Die Flint Generals waren ein US-amerikanisches Eishockeyfranchise der International Hockey League aus Flint, Michigan. Die Spielstätte der Generals war die IMA Sports Arena.

## Geschichte
Die Flint Generals wurden 1969 als Franchise der International Hockey League gegründet. Ihren größten Erfolg erreichte die Mannschaft mit dem Gewinn des Turner Cup in der Saison 1983/84, als sie in den Finalspielen die Toledo Goaldiggers in der Best-of-Seven-Serie mit einem Sweep schlugen. Abgesehen von diesem Erfolg kam Flint nie über die zweite Playoff-Runde hinaus. Nach 16 Jahren in der IHL wurde das Franchise 1985 nach Saginaw, Michigan, umgesiedelt, wo es anschließend unter dem Namen Saginaw Generals am Spielbetrieb der IHL teilnahm.
Die Lücke, die die Umsiedlung der Generals in Flint hinterließ, wurde von den Flint Spirits gefüllt, die von 1985 bis 1990 in der IHL spielten.

## Team-Rekorde

### Karriererekorde
Spiele: 400  Pierre Giroux
Tore: 199  Pierre Giroux
Assists: 223  Pierre Giroux
Punkte: 422  Pierre Giroux
Strafminuten: 1435  Mike Rusin